# باشگاه فوتبال تارانتو ۱۹۲۷
باشگاه فوتبال تارانتو ۱۹۲۷ (انگلیسی: Taranto FC 1927) یک باشگاه فوتبال مستقر در تارانتو، ایتالیا است که در حال حاضر در سری سی ایتالیا، سومین سطح لیگ فوتبال در این کشور به فعالیت می‌پردازد.
آن‌ها بازی‌های خانگی خود را در ورزشگاه اراسمو یاکوونه، مستقر در تارانتو انجام می‌دهند که به اندازه ۲۷۵۸۴ صندلی گنجایش پذیرش تماشاگر دارد.

## تاریخچه

### آ. اس. تارانتو
اولین تیمی که در شهر تارانتو تأسیس شد، ماریو رپیساردی بود که در سال ۱۹۰۴ تأسیس شد. با این حال، در سال ۱۹۰۴ تیم دیگری به نام یو. اس. پرو ایتالیا نیز تأسیس گردید. آن سال، دو تیم تلاش کردند تا با یکدیگر ادغام شوند، اما موفق نشدند. در سال ۱۹۱۱، پس از تأسیس باشگاه فوتبال آئوداچه توسط گروهی از دانشجویان محلی، رقابتی بین دو تیم آغاز شد که تا سال ۱۹۲۷ ادامه داشت، زمانی که دو تیم برای تشکیل آ. اس. تارانتو ادغام شدند. تیم جدید برای اولین بار در سال ۱۹۳۵ به سری بی صعود کرد و تنها یک سال در این دسته بازی و سپس مجدداً سقوط کرد. در سال ۱۹۴۷، پس از ادغام با یو. اس. آرسناله تارانتو، تیم دیگری در شهر، باشگاه نام یو. اس. آرسنالتارانتو را به خود گرفت که تا سال ۱۹۵۵ حیات داشت، تا زمانی که نام قدیمی دوباره احیا شد. در سال ۱۹۶۵، مکان جدیدی افتتاح شد که پس از صد روز ساخت و ساز به بهره‌برداری رسید.
این باشگاه چندین سال در سری بی و سری سی بازی کرد که اوج تاریخ تارانتو در سال ۱۹۷۷–۱۹۷۸ بود، زمانی که تیم به رهبری مهاجم اراسمو یاکوونه برای صعودی شگفت‌انگیز به شدت مبارزه می‌کرد. اما در ۶ فوریه ۱۹۷۸، یاکوونه در یک تصادف رانندگی کشته شد. پس از مرگ او، ورزشگاه خانگی تارانتو به نام او نام‌گذاری شد.
تارانتو در فصل ۱۹۸۰/۱۹۸۱ از سری B سقوط کرد و سه سال بعد دوباره به آن بازگشت. در سال ۱۹۸۵، باشگاه توسط مقامات ورشکسته اعلام شد. به همین دلیل، مجبور شد نام خود را به باشگاه فوتبال تارانتو اس‌پی‌ای تغییر دهد. با این حال، پس از مشکلات اقتصادی بیشتر، تیم در سال ۱۹۹۳ منحل شد.

### تیم دیگر
تیمی جدید به نام تارانتو کالچیو ۱۹۰۶ در سال ۱۹۹۳ تأسیس شد و در سری دی توسط فدراسیون فوتبال ایتالیا ثبت گردید. این تیم در فصل ۱۹۹۴/۱۹۹۵ به سری سی۲ رسید، اما در سال ۱۹۹۸ کاملاً دگرگون شد، به طوری که تیم جدید دیگری به نام یو. اس. آرسناتارانتو دوباره به سری دی پذیرفته شد. در سال ۲۰۰۰ به سری سی۲ پذیرفته شد و نام خود را به تارانتو کالچیو اس‌آرال تغییر داد. با این حال، در سال ۲۰۰۴، تیم دوباره ورشکسته اعلام شد و در حراج باشگاه ورشکسته، باشگاه را به دست کارآفرین ویتو لوئیجی بلاسی سپردند که نام آن را به تارانتو اسپورت اس‌آرال تغییر داد. در فصل ۲۰۰۵/۲۰۰۶، تیم دوم شد و یک از جایگاه‌های موجود در پلی‌آف‌های صعود به دست آورد. مرحله نهایی لیگ سری سی۲ با پیروزی و سربلندی برای تارانتو اسپورت به پایان رسید. آن‌ها در فینال پلی‌آف‌ها مقابل رنده پیروز شد و به سری سی۱ بازگشت.
در ۲۹ ژوئن ۲۰۱۲، این تیم از فوتبال حرفه‌ای ایتالیایی حذف شد و نتوانست در قهرمانی ۲۰۱۲–۱۳ لگا پرو پریما دیویسیونه شرکت کند.

### باشگاه فوتبال تارانتو ۱۹۲۷
در ۲۰ ژوئیه ۲۰۱۲، باشگاه جدیدی به نام باشگاه فوتبال تارانتو ۱۹۲۷ تأسیس شد. این تیم از سری دی (گروه اچ) شروع به کار کرد
در سال ۲۰۱۳، تیم در لیگ در رتبه هفتم قرار گرفت. در سال ۲۰۱۴، این تیم فصل را در مقام دوم به پایان رساند و در پلی‌آف‌ها به آرتزو باخت. فصل بعد نیز به همین شکل به پایان رسید، با این حال تارانتو در مقام دوم قرار گرفت و در نیمه‌نهایی پلی‌آف به سستری لوانته باخت.
در سال ۲۰۱۵، باشگاه به انجمن ورزشی تیم فوتبال تارانتو ۱۹۲۷ تغییر نام داد. در سری دی فصل ۲۰۱۶–۲۰۱۵، تیم فصل را در مقام دوم به پایان رساند و در پلی‌آف‌ها به فوندی باخت، اما در نهایت از شانس مجدد بهره‌مند شد و به لگا پرو صعود کرد. در فصل بعد، تارانتو در رتبه بیستم سری سی قرار گرفت و بنابراین پس از تنها یک فصل دوباره به سری دی سقوط کرد. در فصل ۲۰۱۸–۲۰۱۷ تیم در سری دی گروه اچ، در رتبه چهارم قرار گرفت و در فینال پلی‌آف به کاواسه باخت. یک سال بعد، تیم در سری دی گروه اچ، در رتبه سوم قرار گرفت اما دوباره در فینال پلی‌آف به آئوداچه چرینیولا باخت. تیم در سری دی فصل ۲۰۱۹–۲۰۲۰ در رتبه ششم قرار گرفت و بنابراین نتوانست به پلی‌آف‌ها راه یابد. در فصل ۲۰۲۱–۲۰۲۰، تارانتو در گروه اچ صدرنشین شد، بنابراین صعود به سری سی را به صورت مستقیم قطعی کرد.